# غاري أندرسون (لاعب كرة قدم أمريكية أمريكي)
غاري أندرسون (بالإنجليزية: Gary Anderson)‏ هو لاعب كرة قدم أمريكية أمريكي، ولد في 18 أبريل 1961 في كولومبيا في الولايات المتحدة.

## وصلات خارجية
- غاري أندرسون (لاعب كرة قدم أمريكية أمريكي) على موقع مرجع كرة القدم المحترفة.كوم (الإنجليزية)